# Pietro Acquarone
Pietro Acquarone (Arma di Taggia, 23 gennaio 1917 – Sanremo, 1º maggio 1993) è stato un calciatore italiano, di ruolo centrocampista.

## Carriera
Crebbe nella Sanremese con la quale esordì in Serie B e disputò 3 stagioni fino alla retrocessione della squadra in Serie C. Passò quindi nel 1940 alla Roma con la quale esordì in massima serie il 12 gennaio 1941 contro il Livorno, ma dove rimase per una sola stagione.
L'anno successivo si trasferì al Venezia, e di qui al Pisa, scendendo di categoria, rimanendoli fino alla sospensione dei campionati per la Seconda guerra mondiale.
Nel 1946 ritorna all'attività agonistica vestendo nuovamente la maglia della Sanremese, neopromossa in Serie C, dove rimane fino al ritiro, avvenuto nel 1949.
In carriera ha totalizzato complessivamente 5 presenze in Serie A nonché 113 presenze e 9 reti in Serie B.